# Ernesto Cristaldo
Pour les articles homonymes, voir Cristaldo.
Ernesto Rubén Cristaldo Santa Cruz (né le 16 mars 1984 à Asuncion au Paraguay) est un joueur de football international paraguayen, qui évolue au poste de défenseur.

## Biographie

### Carrière en sélection
Avec l'équipe du Paraguay, il joue 3 matchs (pour un but inscrit) en 2004. 
Il figure dans le groupe des sélectionnés lors de la Copa América de 2004. Il participe également aux Jeux olympiques de 2004. Il joue quatre matchs lors du tournoi olympique organisé en Grèce.
Il joue enfin à la Coupe du monde des moins de 17 ans 2001 et la Coupe du monde des moins de 20 ans 2003.

## Palmarès
| \| Cerro Porteño - Championnat du Paraguay (3) : - Champion : 2004, 2005 et 2009. \| \| Strongest La Paz - Championnat de Bolivie (3) : - Champion : 2012 (Clôture), 2012 (Clôture) et 2013 (Ouverture). \| |  | Paraguay olympique - Jeux olympiques : - Argent : 2004.                                                          |
| Cerro Porteño - Championnat du Paraguay (3) : - Champion : 2004, 2005 et 2009. |  | Strongest La Paz - Championnat de Bolivie (3) : - Champion : 2012 (Clôture), 2012 (Clôture) et 2013 (Ouverture). |